# 2012-es labdarúgó-Európa-bajnokság (selejtező)
A 2012-es labdarúgó-Európa-bajnokság selejtező mérkőzéseit 2010. szeptemberétől 2011 végéig játszották le. A selejtezőben 51 válogatott vett részt. A házigazda Lengyelország és Ukrajna nem vett részt a selejtezőkben.

## Kijutott csapatok
A következő csapatok vettek részt a 2012-es labdarúgó-Európa-bajnokságon:

| Ország        | Kvalifikáció módja     | Kvalifikáció időpontja | Korábbi Európa-bajnoki részvételek |
| ------------- | ---------------------- | ---------------------- | ---------------------------------- |
| Lengyelország | Rendező                | 2007. április 18.      | 1                                  |
| Ukrajna       | Rendező                | 2007. április 18.      | 0 (újonc)                          |
| Németország   | A csoport győztese     | 2011. szeptember 2.    | 10                                 |
| Olaszország   | C csoport győztese     | 2011. szeptember 6.    | 7                                  |
| Spanyolország | I csoport győztese     | 2011. szeptember 6.    | 8                                  |
| Hollandia     | E csoport győztese     | 2011. szeptember 6.    | 8                                  |
| Anglia        | G csoport győztese     | 2011. október 7.       | 7                                  |
| Oroszország   | B csoport győztese     | 2011. október 11.      | 9                                  |
| Franciaország | D csoport győztese     | 2011. október 11.      | 7                                  |
| Görögország   | F csoport győztese     | 2011. október 11.      | 3                                  |
| Dánia         | H csoport győztese     | 2011. október 11.      | 7                                  |
| Svédország    | Legjobb csoportmásodik | 2011. október 11.      | 4                                  |
| Horvátország  | Pótselejtező           | 2011. november 15.     | 3                                  |
| Csehország    | Pótselejtező           | 2011. november 15.     | 7                                  |
| Írország      | Pótselejtező           | 2011. november 15.     | 5                                  |
| Portugália    | Pótselejtező           | 2011. november 15.     | 1                                  |

## Sorsolás
Az 51 válogatottat kilenc csoportba sorsolták. Hat csoportban hat, három csoportban öt válogatott szerepelt. A sorsolást Varsóban tartották 2010. február 7-én. Magyarország a 4. kalapba került.
A selejtezőben az E csoportba került a magyar csapat, az ellenfelek Hollandia, Svédország, Finnország, Moldova és San Marino voltak. A magyar válogatott a csoportjában a harmadik helyen végzett, így nem jutott ki az Európa-bajnokságra.

### Kiemelés
| 1. kalap | 2. kalap                                                                                              | 3. kalap | 4. kalap | 5. kalap | 6. kalap                                                           |
| --- | --- | --- | --- | --- | ------------------------------------------------------------------ |
| - Spanyolország - Németország - Hollandia - Olaszország - Anglia - Horvátország - Portugália - Franciaország - Oroszország | - Görögország - Csehország - Svédország - Svájc - Szerbia - Törökország - Dánia - Szlovákia - Románia | - Izrael - Bulgária - Finnország - Norvégia - Írország - Skócia - Észak-Írország - Ausztria - Bosznia-Hercegovina | - Szlovénia - Lettország - Magyarország - Litvánia - Fehéroroszország - Belgium - Wales - Macedónia - Ciprus | - Montenegró - Albánia - Észtország - Grúzia - Moldova - Izland - Örményország - Kazahsztán - Liechtenstein | - Azerbajdzsán - Luxemburg - Málta - Feröer - Andorra - San Marino |

## Csoportok
A kilenc csoportgyőztes, valamint a legjobb második helyezett automatikusan kijutott az Európa-bajnokságra. A többi nyolc második helyezett pótselejtezőn vett részt, ezek győztesei szereztek még jogot az Európa-bajnokságon való részvételre.
A sorrend meghatározása
Az Európa-bajnokság selejtezőjében ha két vagy több csapat a csoportmérkőzések után azonos pontszámmal állt, a következő pontok alapján állapították meg a sorrendet:
1. több szerzett pont az azonosan álló csapatok között lejátszott mérkőzéseken
2. jobb gólkülönbség az azonosan álló csapatok között lejátszott mérkőzéseken
3. több szerzett gól az azonosan álló csapatok között lejátszott mérkőzéseken
4. több idegenben szerzett gól az azonosan álló csapatok között lejátszott mérkőzéseken
5. ha két vagy több csapat azonos pontszámmal áll, akkor az 1–4. pontokat addig kell alkalmazni, ameddig a sorrend nem dönthető el. Ha a sorrend így sem dönthető el, akkor a következő pontok szerint kell a sorrendet meghatározni:
6. jobb gólkülönbség az összes csoportmérkőzésen
7. több szerzett gól az összes csoportmérkőzésen
8. több idegenben szerzett gól az összes csoportmérkőzésen
9. jobb fair play pontszám
10. sorsolás

### A csoport
| Hely. | Csapat       | M  | Gy | D | V | G+ | G– | Gk  | P  | Továbbjutás                           |     | Németország | Törökország | Belgium | Ausztria | Azerbajdzsán | Kazahsztán |
| ----- | ------------ | -- | -- | - | - | -- | -- | --- | -- | ------------------------------------- | --- | ----------- | ----------- | ------- | -------- | ------------ | ---------- |
| 1.    | Németország  | 10 | 10 | 0 | 0 | 34 | 7  | +27 | 30 | Kijutott a 2012-es Európa-bajnokságra |     | —           | 3–0         | 3–1     | 6–2      | 6–1          | 4–0        |
| 2.    | Törökország  | 10 | 5  | 2 | 3 | 13 | 11 | +2  | 17 | Pótselejtezőbe került                 |     | 1–3         | —           | 3–2     | 2–0      | 1–0          | 2–1        |
| 3.    | Belgium      | 10 | 4  | 3 | 3 | 21 | 15 | +6  | 15 |                                       |     | 0–1         | 1–1         | —       | 4–4      | 4–1          | 4–1        |
| 4.    | Ausztria     | 10 | 3  | 3 | 4 | 16 | 17 | −1  | 12 |                                       | 1–2 | 0–0         | 0–2         | —       | 3–0      | 2–0          |            |
| 5.    | Azerbajdzsán | 10 | 2  | 1 | 7 | 10 | 26 | −16 | 7  |                                       | 1–3 | 1–0         | 1–1         | 1–4     | —        | 3–2          |            |
| 6.    | Kazahsztán   | 10 | 1  | 1 | 8 | 6  | 24 | −18 | 4  |                                       | 0–3 | 0–3         | 0–2         | 0–0     | 2–1      | —            |            |

### B csoport
| Hely. | Csapat       | M  | Gy | D | V  | G+ | G– | Gk  | P  | Továbbjutás                           |     | Oroszország | Írország | Örményország | Szlovákia | Észak-Macedónia | Andorra |
| ----- | ------------ | -- | -- | - | -- | -- | -- | --- | -- | ------------------------------------- | --- | ----------- | -------- | ------------ | --------- | --------------- | ------- |
| 1.    | Oroszország  | 10 | 7  | 2 | 1  | 17 | 4  | +13 | 23 | Kijutott a 2012-es Európa-bajnokságra |     | —           | 0–0      | 3–1          | 0–1       | 1–0             | 6–0     |
| 2.    | Írország     | 10 | 6  | 3 | 1  | 15 | 7  | +8  | 21 | Pótselejtezőbe került                 |     | 2–3         | —        | 2–1          | 0–0       | 2–1             | 3–1     |
| 3.    | Örményország | 10 | 5  | 2 | 3  | 22 | 10 | +12 | 17 |                                       |     | 0–0         | 0–1      | —            | 3–1       | 4–1             | 4–0     |
| 4.    | Szlovákia    | 10 | 4  | 3 | 3  | 7  | 10 | −3  | 15 |                                       | 0–1 | 1–1         | 0–4      | —            | 1–0       | 1–0             |         |
| 5.    | Macedónia    | 10 | 2  | 2 | 6  | 8  | 14 | −6  | 8  |                                       | 0–1 | 0–2         | 2–2      | 1–1          | —         | 1–0             |         |
| 6.    | Andorra      | 10 | 0  | 0 | 10 | 1  | 25 | −24 | 0  |                                       | 0–2 | 0–2         | 0–3      | 0–1          | 0–2       | —               |         |

### C csoport
| Hely. | Csapat         | M  | Gy | D | V | G+ | G– | Gk  | P  | Továbbjutás                           |     | Olaszország | Észtország | Szerbia | Szlovénia | Észak-Írország | Feröer |
| ----- | -------------- | -- | -- | - | - | -- | -- | --- | -- | ------------------------------------- | --- | ----------- | ---------- | ------- | --------- | -------------- | ------ |
| 1.    | Olaszország    | 10 | 8  | 2 | 0 | 20 | 2  | +18 | 26 | Kijutott a 2012-es Európa-bajnokságra |     | —           | 3–0        | 3–0     | 1–0       | 3–0            | 5–0    |
| 2.    | Észtország     | 10 | 5  | 1 | 4 | 15 | 14 | +1  | 16 | Pótselejtezőbe került                 |     | 1–2         | —          | 1–1     | 0–1       | 4–1            | 2–1    |
| 3.    | Szerbia        | 10 | 4  | 3 | 3 | 13 | 12 | +1  | 15 |                                       |     | 1–1         | 1–3        | —       | 1–1       | 2–1            | 3–1    |
| 4.    | Szlovénia      | 10 | 4  | 2 | 4 | 11 | 7  | +4  | 14 |                                       | 0–1 | 1–2         | 1–0        | —       | 0–1       | 5–1            |        |
| 5.    | Észak-Írország | 10 | 2  | 3 | 5 | 9  | 13 | −4  | 9  |                                       | 0–0 | 1–2         | 0–1        | 0–0     | —         | 4–0            |        |
| 6.    | Feröer         | 10 | 1  | 1 | 8 | 6  | 26 | −20 | 4  |                                       | 0–1 | 2–0         | 0–3        | 0–2     | 1–1       | —              |        |

1. ↑  Az Olaszország–Szerbia mérkőzés szurkolói rendbontás miatt a kiírt időpontnál 35 perccel később kezdődött, majd a 6. percben félbeszakadt.[4] Az UEFA döntése értelmében a mérkőzést 3–0-s gólaránnyal az olasz csapat javára írták. A szerbeknek egy mérkőzést zárt kapuk mögött kell lejátszani és további egy mérkőzésre vonatkozóan ugyanilyen büntetést kaptak, felfüggesztve. Az olaszok egy mérkőzésre vonatkozóan zárt kapus büntetést kaptak, felfüggesztve. Mindkét szövetséget pénzbüntetéssel is sújtották.[5][6]

### D csoport
| Hely. | Csapat              | M  | Gy | D | V | G+ | G– | Gk  | P  | Továbbjutás                           |     | Franciaország | Bosznia-Hercegovina | Románia | Fehéroroszország | Albánia | Luxemburg |
| ----- | ------------------- | -- | -- | - | - | -- | -- | --- | -- | ------------------------------------- | --- | ------------- | ------------------- | ------- | ---------------- | ------- | --------- |
| 1.    | Franciaország       | 10 | 6  | 3 | 1 | 15 | 4  | +11 | 21 | Kijutott a 2012-es Európa-bajnokságra |     | —             | 1–1                 | 2–0     | 0–1              | 3–0     | 2–0       |
| 2.    | Bosznia-Hercegovina | 10 | 6  | 2 | 2 | 17 | 8  | +9  | 20 | Pótselejtezőbe került                 |     | 0–2           | —                   | 2–1     | 1–0              | 2–0     | 5–0       |
| 3.    | Románia             | 10 | 3  | 5 | 2 | 13 | 9  | +4  | 14 |                                       |     | 0–0           | 3–0                 | —       | 2–2              | 1–1     | 3–1       |
| 4.    | Fehéroroszország    | 10 | 3  | 4 | 3 | 8  | 7  | +1  | 13 |                                       | 1–1 | 0–2           | 0–0                 | —       | 2–0              | 2–0     |           |
| 5.    | Albánia             | 10 | 2  | 3 | 5 | 7  | 14 | −7  | 9  |                                       | 1–2 | 1–1           | 1–1                 | 1–0     | —                | 1–0     |           |
| 6.    | Luxemburg           | 10 | 1  | 1 | 8 | 3  | 21 | −18 | 4  |                                       | 0–2 | 0–3           | 0–2                 | 0–0     | 2–1              | —       |           |

### E csoport
| Hely. | Csapat       | M  | Gy | D | V  | G+ | G– | Gk  | P  | Továbbjutás                           |     | Hollandia | Svédország | Magyarország | Finnország | Moldova | San Marino |
| ----- | ------------ | -- | -- | - | -- | -- | -- | --- | -- | ------------------------------------- | --- | --------- | ---------- | ------------ | ---------- | ------- | ---------- |
| 1.    | Hollandia    | 10 | 9  | 0 | 1  | 37 | 8  | +29 | 27 | Kijutott a 2012-es Európa-bajnokságra |     | —         | 4–1        | 5–3          | 2–1        | 1–0     | 11–0       |
| 2.    | Svédország   | 10 | 8  | 0 | 2  | 31 | 11 | +20 | 24 | Kijutott a 2012-es Európa-bajnokságra |     | 3–2       | —          | 2–0          | 5–0        | 2–1     | 6–0        |
| 3.    | Magyarország | 10 | 6  | 1 | 3  | 22 | 14 | +8  | 19 |                                       |     | 0–4       | 2–1        | —            | 0–0        | 2–1     | 8–0        |
| 4.    | Finnország   | 10 | 3  | 1 | 6  | 16 | 16 | 0   | 10 |                                       | 0–2 | 1–2       | 1–2        | —            | 4–1        | 8–0     |            |
| 5.    | Moldova      | 10 | 3  | 0 | 7  | 12 | 16 | −4  | 9  |                                       | 0–1 | 1–4       | 0–2        | 2–0          | —          | 4–0     |            |
| 6.    | San Marino   | 10 | 0  | 0 | 10 | 0  | 53 | −53 | 0  |                                       | 0–5 | 0–5       | 0–3        | 0–1          | 0–2        | —       |            |

### F csoport
| Hely. | Csapat       | M  | Gy | D | V | G+ | G– | Gk  | P  | Továbbjutás                           |     | Görögország | Horvátország | Izrael | Lettország | Grúzia | Málta |
| ----- | ------------ | -- | -- | - | - | -- | -- | --- | -- | ------------------------------------- | --- | ----------- | ------------ | ------ | ---------- | ------ | ----- |
| 1.    | Görögország  | 10 | 7  | 3 | 0 | 14 | 5  | +9  | 24 | Kijutott a 2012-es Európa-bajnokságra |     | —           | 2–0          | 2–1    | 1–0        | 1–1    | 3–1   |
| 2.    | Horvátország | 10 | 7  | 1 | 2 | 18 | 7  | +11 | 22 | Pótselejtezőbe került                 |     | 0–0         | —            | 3–1    | 2–0        | 2–1    | 3–0   |
| 3.    | Izrael       | 10 | 5  | 1 | 4 | 13 | 11 | +2  | 16 |                                       |     | 0–1         | 1–2          | —      | 2–1        | 1–0    | 3–1   |
| 4.    | Lettország   | 10 | 3  | 2 | 5 | 9  | 12 | −3  | 11 |                                       | 1–1 | 0–3         | 1–2          | —      | 1–1        | 2–0    |       |
| 5.    | Grúzia       | 10 | 2  | 4 | 4 | 7  | 9  | −2  | 10 |                                       | 1–2 | 1–0         | 0–0          | 0–1    | —          | 1–0    |       |
| 6.    | Málta        | 10 | 0  | 1 | 9 | 4  | 21 | −17 | 1  |                                       | 0–1 | 1–3         | 0–2          | 0–2    | 1–1        | —      |       |

### G csoport
| Hely. | Csapat     | M | Gy | D | V | G+ | G– | Gk  | P  | Továbbjutás                           |     | Anglia | Montenegró | Svájc | Wales | Bulgária |
| ----- | ---------- | - | -- | - | - | -- | -- | --- | -- | ------------------------------------- | --- | ------ | ---------- | ----- | ----- | -------- |
| 1.    | Anglia     | 8 | 5  | 3 | 0 | 17 | 5  | +12 | 18 | Kijutott a 2012-es Európa-bajnokságra |     | —      | 0–0        | 2–2   | 1–0   | 4–0      |
| 2.    | Montenegró | 8 | 3  | 3 | 2 | 7  | 7  | 0   | 12 | Pótselejtezőbe került                 |     | 2–2    | —          | 1–0   | 1–0   | 1–1      |
| 3.    | Svájc      | 8 | 3  | 2 | 3 | 12 | 10 | +2  | 11 |                                       |     | 1–3    | 2–0        | —     | 4–1   | 3–1      |
| 4.    | Wales      | 8 | 3  | 0 | 5 | 6  | 10 | −4  | 9  |                                       | 0–2 | 2–1    | 2–0        | —     | 0–1   |          |
| 5.    | Bulgária   | 8 | 1  | 2 | 5 | 3  | 13 | −10 | 5  |                                       | 0–3 | 0–1    | 0–0        | 0–1   | —     |          |

### H csoport
| Hely. | Csapat     | M | Gy | D | V | G+ | G– | Gk  | P  | Továbbjutás                           |     | Dánia | Portugália | Norvégia | Izland | Ciprusi Köztársaság |
| ----- | ---------- | - | -- | - | - | -- | -- | --- | -- | ------------------------------------- | --- | ----- | ---------- | -------- | ------ | ------------------- |
| 1.    | Dánia      | 8 | 6  | 1 | 1 | 15 | 6  | +9  | 19 | Kijutott a 2012-es Európa-bajnokságra |     | —     | 2–1        | 2–0      | 1–0    | 2–0                 |
| 2.    | Portugália | 8 | 5  | 1 | 2 | 21 | 12 | +9  | 16 | Pótselejtezőbe került                 |     | 3–1   | —          | 1–0      | 5–3    | 4–4                 |
| 3.    | Norvégia   | 8 | 5  | 1 | 2 | 10 | 7  | +3  | 16 |                                       |     | 1–1   | 1–0        | —        | 1–0    | 3–1                 |
| 4.    | Izland     | 8 | 1  | 1 | 6 | 6  | 14 | −8  | 4  |                                       | 0–2 | 1–3   | 1–2        | —        | 1–0    |                     |
| 5.    | Ciprus     | 8 | 0  | 2 | 6 | 7  | 20 | −13 | 2  |                                       | 1–4 | 0–4   | 1–2        | 0–0      | —      |                     |

1. 1 2  Az egymás elleni eredmény döntetlen. Az összes gólkülönbség döntött.

### I csoport
| Hely. | Csapat        | M | Gy | D | V | G+ | G– | Gk  | P  | Továbbjutás                           |     | Spanyolország | Csehország | Skócia | Litvánia | Liechtenstein |
| ----- | ------------- | - | -- | - | - | -- | -- | --- | -- | ------------------------------------- | --- | ------------- | ---------- | ------ | -------- | ------------- |
| 1.    | Spanyolország | 8 | 8  | 0 | 0 | 26 | 6  | +20 | 24 | Kijutott a 2012-es Európa-bajnokságra |     | —             | 2–1        | 3–1    | 3–1      | 6–0           |
| 2.    | Csehország    | 8 | 4  | 1 | 3 | 12 | 8  | +4  | 13 | Pótselejtezőbe került                 |     | 0–2           | —          | 1–0    | 0–1      | 2–0           |
| 3.    | Skócia        | 8 | 3  | 2 | 3 | 9  | 10 | −1  | 11 |                                       |     | 2–3           | 2–2        | —      | 1–0      | 2–1           |
| 4.    | Litvánia      | 8 | 1  | 2 | 5 | 4  | 13 | −9  | 5  |                                       | 1–3 | 1–4           | 0–0        | —      | 0–0      |               |
| 5.    | Liechtenstein | 8 | 1  | 1 | 6 | 3  | 17 | −14 | 4  |                                       | 0–4 | 0–2           | 0–1        | 2–0    | —        |               |

## Pótselejtezők

### Csoportmásodikok sorrendje
>Három csoportban (G–I csoportok) csak öt csapat vett részt, ezért az A–F csoportok második helyén végzett csapatok esetén a csoportjukban a hatodik helyezett csapat elleni eredményeket nem kellett figyelembe venni a rangsorolásnál.
A csoportmásodikok sorrendjét a következők szerint kellett meghatározni:
1. több szerzett pont
2. jobb gólkülönbség
3. több szerzett gól
4. több idegenben szerzett gól
5. jobb UEFA-együttható
6. jobb fair play pontszám
7. sorsolás

A legjobb csoportmásodik kijutott az Európa-bajnokságra. A további nyolc második helyezett pótselejtezőbe került.
| Hely. | Cs | Csapat              | M | Gy | D | V | G+ | G– | Gk | P  | Továbbjutás                           |
| ----- | -- | ------------------- | - | -- | - | - | -- | -- | -- | -- | ------------------------------------- |
| 1.    | E  | Svédország          | 8 | 6  | 0 | 2 | 20 | 11 | +9 | 18 | Kijutott a 2012-es Európa-bajnokságra |
| 2.    | H  | Portugália          | 8 | 5  | 1 | 2 | 21 | 12 | +9 | 16 | Pótselejtezőbe került                 |
| 3.    | F  | Horvátország        | 8 | 5  | 1 | 2 | 12 | 6  | +6 | 16 | Pótselejtezőbe került                 |
| 4.    | B  | Írország            | 8 | 4  | 3 | 1 | 10 | 6  | +4 | 15 | Pótselejtezőbe került                 |
| 5.    | D  | Bosznia-Hercegovina | 8 | 4  | 2 | 2 | 9  | 8  | +1 | 14 | Pótselejtezőbe került                 |
| 6.    | I  | Csehország          | 8 | 4  | 1 | 3 | 12 | 8  | +4 | 13 | Pótselejtezőbe került                 |
| 7.    | C  | Észtország          | 8 | 4  | 1 | 3 | 13 | 11 | +2 | 13 | Pótselejtezőbe került                 |
| 8.    | G  | Montenegró          | 8 | 3  | 3 | 2 | 7  | 7  | 0  | 12 | Pótselejtezőbe került                 |
| 9.    | A  | Törökország         | 8 | 3  | 2 | 3 | 8  | 10 | −2 | 11 | Pótselejtezőbe került                 |

### Kiemelés
| 1. kalap (kiemeltek) | 1. kalap (kiemeltek) |
| Nemzet               | Együttható           |
| -------------------- | -------------------- |
| Horvátország         | 32,723               |
| Portugália           | 31,202               |
| Írország             | 28,203               |
| Csehország           | 27,982               |

| 2. kalap (nem kiemeltek) | 2. kalap (nem kiemeltek) |
| Nemzet                   | Együttható               |
| ------------------------ | ------------------------ |
| Törökország              | 27,601                   |
| Bosznia-Hercegovina      | 27,199                   |
| Montenegró               | 21,876                   |
| Észtország               | 20,355                   |

### Mérkőzések
| 1. csapat           | Össz.Tooltip Aggregate score | 2. csapat    | 1. mérk. | 2. mérk. |
| ------------------- | ---------------------------- | ------------ | -------- | -------- |
| Törökország         | 0–3                          | Horvátország | 0–3      | 0–0      |
| Észtország          | 1–5                          | Írország     | 0–4      | 1–1      |
| Csehország          | 3–0                          | Montenegró   | 2–0      | 1–0      |
| Bosznia-Hercegovina | 2–6                          | Portugália   | 0–0      | 2–6      |

## Gólszerzők
517 gól 197 mérkőzésen 298 játékostól.
10 gólos